# Christopher Sykes
Christopher Hugh Sykes (Sledmere, 17 novembre 1907 – Sledmere, 8 dicembre 1986) è stato un giornalista e scrittore britannico.

## Biografia
Era figlio di Mark Sykes, 6° baronetto, e di Edith Viole, figlia del procuratore generale John Eldon Gors. Studiò alla Downside School e alla Christ Church di Oxford, tuttavia senza laurearsi. Venne impiegato quindi come addetto onorario alle ambasciate di Berlino e Teheran, poi studiò persianistica alla School of Oriental Studies di Londra e nel 1933 partì per un viaggio di due anni in Persia e Afghanistan con Robert Byron. Nel 1936 sposò Camilla Georgiana, figlia del pascià e capo della polizia del Cairo Thomas Wentworth Russell.
Sykes esordì nel mondo del giornalismo scrivendo per The Times, The Spectator e The Observer. Dei suoi scritti risalenti a prima della seconda guerra mondiale ci sono giunti Wassmus (1936, una biografia dell'arabista tedesco Wilhelm Wassmuss) e due romanzi, uno dei quali scritto sotto lo pseudonimo di Waughburton in collaborazione con Robert Byron. Durante la guerra lavorò come spia per lo Special Operations Executive al Cairo e a Teheran, poi si unì alla resistenza francese, esperienza che gli valse una Croix de guerre 1939-1945. Le sue esperienze belliche vennero raccolte nel suo capolavoro Four Studies in Loyalty (1946).
Dopo alcuni reportage per il Daily Mail nell'Azerbaigian iraniano, Sykes passò alla BBC come vice controllore del Third Programme, per poi lavorare al dipartimento dei lungometraggi (1949-1968).
Scrisse biografie su molti personaggi, come Orde Charles Wingate, Nancy Astor ed Evelyn Waugh. Trascorse i suoi ultimi anni in una casa di cura nel Kent. Morì nella sua casa natale nel 1986.

## Opere
- Orde Wingate, Londra, Collins, 1959
- Crossroads to Israel, Londra, Indiana university press, 1973
- Evelyn Waugh: a biography, Harmondsworth, Penguin, 1977
- Four studies in loyalty, New York, William Sloane Publishers, 1948
- Answer to question 33, Londra, Collins, 1948
- Wassmuss: the german Lawrence, Londra, Longmans, Green and CO., 1936
- Nancy: the life of lady Astor, Londra, Granada, 1979
- Two studies in virtue, Londra, Collins, 1953
- Black sheep, Londra, Chatto & Windus, 1982
- The Visitors book, Londra, Weidenfeld and Nicolson, 1978

## Ascendenza
|                            |                       |                           | Genitori                      |  |  | Nonni |  |  | Bisnonni                   |  |  | Trisnonni                       |  |
|                            |                       |                           |                               |  |  |       |  |  | Tatton Sykes, IV baronetto |  |  | Christopher Sykes, II baronetto |  |
|                            |                       |                           |                               |  |  |       |  |  | Tatton Sykes, IV baronetto |  |  | Christopher Sykes, II baronetto |  |
|                            |                       | Elizabeth Tatton          |                               |  |  |       |  |  | Tatton Sykes, IV baronetto |  |  |                                 |  |
| Tatton Sykes, V baronetto  |                       |                           |                               |  |  |       |  |  | Tatton Sykes, IV baronetto |  |  |                                 |  |
|                            |                       | Mary Anne Foulis          | William Foulis, VII baronetto |  |  |       |  |  |                            |  |  |                                 |  |
|                            |                       | Mary Anne Foulis          | William Foulis, VII baronetto |  |  |       |  |  |                            |  |  |                                 |  |
|                            |                       | Mary Anne Foulis          | Mary-Anne Turnor              |  |  |       |  |  |                            |  |  |                                 |  |
| Mark Sykes, VI baronetto   |                       | Mary Anne Foulis          |                               |  |  |       |  |  |                            |  |  |                                 |  |
|                            |                       | George Cavendish-Bentinck | Frederick Cavendish-Bentinck  |  |  |       |  |  |                            |  |  |                                 |  |
|                            |                       | George Cavendish-Bentinck | Frederick Cavendish-Bentinck  |  |  |       |  |  |                            |  |  |                                 |  |
|                            |                       | George Cavendish-Bentinck | Mary Lowther                  |  |  |       |  |  |                            |  |  |                                 |  |
| Jessica Cavendish-Bentinck |                       | George Cavendish-Bentinck |                               |  |  |       |  |  |                            |  |  |                                 |  |
|                            |                       | Prudentia Penelope Leslie | Charles Powell Leslie         |  |  |       |  |  |                            |  |  |                                 |  |
|                            |                       | Prudentia Penelope Leslie | Charles Powell Leslie         |  |  |       |  |  |                            |  |  |                                 |  |
|                            |                       | Prudentia Penelope Leslie | Christiana Fosbery            |  |  |       |  |  |                            |  |  |                                 |  |
| Christopher Sykes          |                       | Prudentia Penelope Leslie |                               |  |  |       |  |  |                            |  |  |                                 |  |
|                            | Edward Chaddock Gorst | Edward Chaddock Gorst     |                               |  |  |       |  |  |                            |  |  |                                 |  |
|                            | Edward Chaddock Gorst | Edward Chaddock Gorst     |                               |  |  |       |  |  |                            |  |  |                                 |  |
|                            | Edward Chaddock Gorst | Elizabeth Wigglesworth    |                               |  |  |       |  |  |                            |  |  |                                 |  |
| John Gorst                 | Edward Chaddock Gorst |                           |                               |  |  |       |  |  |                            |  |  |                                 |  |
|                            |                       | Elizabeth Nesham          | John Douthwaite Nesham        |  |  |       |  |  |                            |  |  |                                 |  |
|                            |                       | Elizabeth Nesham          | John Douthwaite Nesham        |  |  |       |  |  |                            |  |  |                                 |  |
|                            |                       | Elizabeth Nesham          | Elizabeth Jane Hill           |  |  |       |  |  |                            |  |  |                                 |  |
| Edith Violet Gorst         |                       | Elizabeth Nesham          |                               |  |  |       |  |  |                            |  |  |                                 |  |
|                            |                       | Lorenzo Moore             | George Ogle Moore             |  |  |       |  |  |                            |  |  |                                 |  |
|                            |                       | Lorenzo Moore             | George Ogle Moore             |  |  |       |  |  |                            |  |  |                                 |  |
|                            |                       | Lorenzo Moore             | Elizabeth Armstrong           |  |  |       |  |  |                            |  |  |                                 |  |
| Mary Elizabeth Moore       |                       | Lorenzo Moore             |                               |  |  |       |  |  |                            |  |  |                                 |  |
|                            |                       | Elizabeth Bodington       | Joseph Bodington              |  |  |       |  |  |                            |  |  |                                 |  |
|                            |                       | Elizabeth Bodington       | Joseph Bodington              |  |  |       |  |  |                            |  |  |                                 |  |
|                            |                       | Elizabeth Bodington       | Mary Cattell                  |  |  |       |  |  |                            |  |  |                                 |  |
|                            |                       | Elizabeth Bodington       |                               |  |  |       |  |  |                            |  |  |                                 |  |